# Campeonato Europeu de Esportes Aquáticos de 1997
O Campeonato Europeu de Esportes Aquáticos de 1997 foi a 23ª edição do evento organizado pela Liga Europeia de Natação (LEN). A competição foi realizada entre os dias 19 e 24 de agosto de 1997, em Sevilha na Espanha‎. 

## Medalhistas

### Natação
Masculino
| Evento          | Ouro                                                                             | Ouro     | Prata                                                                                             | Prata    | Bronze                                                                                       | Bronze   |
| 50 m Livre      | Alexander Popov · Rússia                                                         | 22.30    | Mark Foster · Reino Unido                                                                         | 22.53    | Julien Sicot · França                                                                        | 22.78    |
| 100 m Livre     | Alexander Popov · Rússia                                                         | 49.09    | Lars Frölander · Suécia                                                                           | 49.51    | Oleg Rykhlevich · Bielorrússia                                                               | 49.84    |
| 200 m Livre     | Paul Palmer · Reino Unido                                                        | 1:48.85  | Massimiliano Rosolino · Itália                                                                    | 1:49.02  | Béla Szabados · Hungria                                                                      | 1:49.98  |
| 400 m Livre     | Emiliano Brembilla · Itália                                                      | 3:45.96  | Massimiliano Rosolino · Itália                                                                    | 3:48.11  | Paul Palmer · Reino Unido                                                                    | 3:50.03  |
| 1500 m Livre    | Emiliano Brembilla · Itália                                                      | 14:58.67 | Igor Snitko · Ucrânia                                                                             | 15:07.85 | Denis Zavhorodny · Ucrânia                                                                   | 15:19.28 |
| 100 m Costas    | Martin López-Zubero · Espanha                                                    | 55.71    | Eithan Urbach · Israel                                                                            | 55.88    | Vladimir Selkov · Rússia                                                                     | 55.97    |
| 200 m Costas    | Vladimir Selkov · Rússia                                                         | 1:59.21  | Emanuele Merisi · Itália                                                                          | 1:59.63  | Ralf Braun · Alemanha                                                                        | 1:59.91  |
| 100 m Peito     | Aleksandr Gukov · Bielorrússia                                                   | 1:02.17  | Károly Güttler · Hungria                                                                          | 1:02.23  | Daniel Málek · Chéquia                                                                       | 1:02.27  |
| 200 m Peito     | Aleksandr Gukov · Bielorrússia                                                   | 2:13.90  | Andrey Korneyev · Rússia                                                                          | 2:14.40  | Daniel Málek · Chéquia                                                                       | 2:14.74  |
| 100 m Borboleta | Lars Frölander · Suécia                                                          | 52.85    | Denys Sylantyev · Ucrânia                                                                         | 53.27    | Franck Esposito · França                                                                     | 53.28    |
| 200 m Borboleta | Franck Esposito · França                                                         | 1:57.24  | Denys Sylantyev · Ucrânia                                                                         | 1:58.48  | Stephen Parry · Reino Unido                                                                  | 1:58.78  |
| 200 m Medley    | Marcel Wouda · Países Baixos                                                     | 2:00.77  | Xavier Marchand · França                                                                          | 2:01.08  | Jani Sievinen · Finlândia                                                                    | 2:02.12  |
| 400 m Medley    | Marcel Wouda · Países Baixos                                                     | 4:15.38  | Frederik Hviid · Espanha                                                                          | 4:17.16  | Robert Seibt · Alemanha                                                                      | 4:20.43  |
| 4x100 m Livre   | Rússia · Alexander Popov · Roman Yegorov · Denis Pimankov · Vladimir Pyshnenko   | 3:16.85  | Alemanha · Alexander Lüderitz · Steffen Zesner · Christian Tröger · Torsten Spanneberg            | 3:18.33  | Países Baixos · Bram van Haandel · Martijn Zuijdweg · Mark Veens · Pieter van den Hoogenband | 3:20.82  |
| 4x200 m Livre   | Reino Unido · Paul Palmer · Andrew Clayton · Gavin Meadows · James Salter        | 7:17.56  | Países Baixos · Pieter van den Hoogenband · Mark van der Zijden · Martijn Zuijdweg · Marcel Wouda | 7:17.84  | Alemanha · Lars Conrad · Christian Keller · Stefan Pohl · Steffen Zesner                     | 7:18.86  |
| 4x100 m Medley  | Rússia · Vladimir Selkov · Andrey Korneyev · Vladislav Kulikov · Alexander Popov | 3:39.67  | Alemanha · Ralf Braun · Jens Kruppa · Thomas Rupprath · Christian Tröger                          | 3:41.47  | Polónia · Mariusz Siembida · Marek Krawczyk · Marcin Kaczmarek · Bartosz Kizierowski         | 3:42.20  |

Feminino
| Evento          | Ouro                                                                             | Ouro    | Prata                                                                                | Prata   | Bronze                                                                                     | Bronze  |
| 50 m Livre      | NNatalya Meshcheryakova · Rússia                                                 | 25.31   | Sandra Völker · Alemanha                                                             | 25.43   | Therese Alshammar · Suécia                                                                 | 25.78   |
| 100 m Livre     | Sandra Völker · Alemanha                                                         | 55.38   | Martina Moravcová · Eslováquia                                                       | 55.46   | Antje Buschschulte · Alemanha                                                              | 55.50   |
| 200 m Livre     | Michelle Smith · Irlanda                                                         | 1:59.93 | Nadezhda Chemezova · Rússia                                                          | 1:59.97 | Camelia Potec · Roménia                                                                    | 2:00.17 |
| 400 m Livre     | Dagmar Hase · Alemanha                                                           | 4:09.58 | Michelle Smith · Irlanda                                                             | 4:10.50 | Kerstin Kielgass · Alemanha                                                                | 4:10.89 |
| 800 m Livre     | Kerstin Kielgass · Alemanha                                                      | 8:34.41 | Carla Geurts · Países Baixos                                                         | 8:36.14 | Jana Henke · Alemanha                                                                      | 8:39.93 |
| 100 m Costas    | Antje Buschschulte · Alemanha                                                    | 1:01.74 | Roxana Maracineanu · França                                                          | 1:01.84 | Sandra Völker · Alemanha                                                                   | 1:02.23 |
| 200 m Costas    | Cathleen Rund · Alemanha                                                         | 2:11.46 | Antje Buschschulte · Alemanha                                                        | 2:12.05 | Roxana Maracineanu · França                                                                | 2:12.06 |
| 100 m Peito     | Ágnes Kovács · Hungria                                                           | 1:08.08 | Svitlana Bondarenko · Ucrânia                                                        | 1:08.87 | Brigitte Becue · Bélgica                                                                   | 1:09.42 |
| 200 m Peito     | Ágnes Kovács · Hungria                                                           | 2:24.90 | Alicja Pęczak · Polónia                                                              | 2:28.04 | Brigitte Becue · Bélgica                                                                   | 2:28.90 |
| 100 m Borboleta | Mette Jacobsen · Dinamarca                                                       | 59.64   | Martina Moravcová · Eslováquia                                                       | 59.74   | Johanna Sjöberg · Suécia                                                                   | 1:00.07 |
| 200 m Borboleta | María Peláez · Espanha                                                           | 2:10.25 | Michelle Smith · Irlanda                                                             | 2:10.88 | Mette Jacobsen · Dinamarca                                                                 | 2:11.97 |
| 200 m Medley    | Oxana Verevka · Rússia                                                           | 2:14.74 | Martina Moravcová · Eslováquia                                                       | 2:15.02 | Yana Klochkova · Ucrânia                                                                   | 2:15.03 |
| 400 m Medley    | Michelle Smith · Irlanda                                                         | 4:42.08 | Yana Klochkova · Ucrânia                                                             | 4:43.07 | Hana Černá · Chéquia                                                                       | 4:44.05 |
| 4x100 m Livre   | Alemanha · Katrin Meissner · Simone Osygus · Antje Buschschulte · Sandra Völker  | 3:41.49 | Suécia · Louise Jöhncke · Josefin Lillhage · Malin Svahnström · Therese Alshammar    | 3:43.69 | Rússia · Svetlana Leshukova · Natalya Meshcheryakova · Inna Yaitskaya · Nadezhda Chemezova | 3:44.72 |
| 4x200 m Livre   | Alemanha · Dagmar Hase · Janina Götz · Antje Buschschulte · Kerstin Kielgass     | 8:03,59 | Suécia · Louise Jöhncke · Josefin Lillhage · Johanna Sjöberg · Malin Svahnström      | 8:04,53 | Dinamarca · Britt Raaby · Berit Puggaard · Mette Jacobsen · Ditte Jensen                   | 8:07,26 |
| 4x100 m Medley  | Alemanha · Antje Buschschulte · Sylvia Gerasch · Katrin Meissner · Sandra Völker | 4:07.76 | Rússia · Olga Kochetkova · Olga Landik · Svetlana Pozdeyeva · Natalya Meshcheryakova | 4:09.04 | Reino Unido · Sarah Price · Jaime King · Caroline Foot · Karen Pickering                   | 4:10.31 |

### Maratona aquática
Masculino
| Evento | Ouro                     | Ouro    | Prata                                                 | Prata   | Bronze                | Bronze |
| 5 km   | Aleksey Akatyev · Rússia | 56:07   | Yevgeny Bezruchenko · Rússia                          | 56:14   | Luca Baldini · Itália | 56:19  |
| 25 km  | Aleksey Akatyev · Rússia | 5:05:00 | Christof Wandratsch · FrançaStéphane Lecat · Alemanha | 5:08:36 |                       |        |

Feminino
| Evento | Ouro                    | Ouro    | Prata                     | Prata   | Bronze                         | Bronze  |
| 5 km   | Peggy Büchse · Alemanha | 1:00:51 | Valeria Casprini · Itália | 1:00:52 | Rita Kovács · Hungria          | 1:01:06 |
| 25 km  | Rita Kovács · Hungria   | 5:21:58 | Valeria Casprini · Itália | 5:23:28 | Edith van Dijk · Países Baixos | 5:25:58 |

### Nado sincronizado
Feminino
| Evento | Ouro                                        | Ouro   | Prata                                    | Prata  | Bronze                                 | Bronze |
| Solo   | Olga Sedakova · Rússia                      | 99.240 | Virginie Dedieu · França                 | 97.440 | Giovanna Burlando · Itália             | 95.960 |
| Dueto  | Rússia · Olga Brusnikina · Mariya Kiselyova | 99.160 | França · Virginie Dedieu · Myriam Lignot | 97.040 | Itália · Giada Ballan · Serena Bianchi | 95.760 |
| Equipe | Rússia                                      | 99.240 | França                                   | 97.400 | Itália                                 | 96.240 |

### Saltos Ornamentais
Masculino
| Evento                       | Ouro                                         | Ouro   | Prata                                       | Prata  | Bronze                                          | Bronze |
| Trampolim 1 m                | Andreas Wels · Alemanha                      | 362.10 | Holger Schlepps · Alemanha                  | 357.12 | Rafael Álvarez · Espanha                        | 355.56 |
| Trampolim 3 m                | Dmitri Sautin · Rússia                       | 661.68 | Andreas Wels] · Alemanha                    | 609.39 | Stefan Ahrens · Alemanha                        | 597.66 |
| Plataforma 10 m              | Jan Hempel · Alemanha                        | 609.48 | Yaroslav Makogin · Ucrânia                  | 600.48 | Heiko Meyer · Alemanha                          | 571.44 |
| Trampolim 3 m sincronizado   | Alemanha · Holger Schlepps · Alexander Mesch | 284.34 | Espanha · José Luis Hidalgo · Rubén Santos  | 283.92 | Itália · Donald Miranda · Nicola Marconi        | 277.92 |
| Plataforma 10 m sincronizado | Alemanha · Jan Hempel · Michael Kühne        | 300.84 | Rússia · Igor Lukashin · Aleksandr Varlamov | 272.20 | França · Frédéric Pierre · Gilles Emptoz-Lacote | 252.12 |

Feminino
| Evento                       | Ouro                                          | Ouro   | Prata                                         | Prata  | Bronze                                | Bronze |
| Trampolim 1 m                | Vera Ilyina · Rússia                          | 268.14 | Irina Lashko · Rússia                         | 264.72 | Dörte Lindner · Alemanha              | 264.36 |
| Trampolim 3 m                | Yuliya Pakhalina · Rússia                     | 567.30 | Vera Ilyina · Rússia                          | 524.28 | Anna Lindberg · Suécia                | 508.02 |
| Plataforma 10 m              | Olga Khristoforova · Rússia                   | 441.60 | Annika Walter · Alemanha                      | 438.66 | Svitlana Serbina · Ucrânia            | 438.51 |
| Trampolim 3 m sincronizado   | Alemanha · Claudia Bockner · Conny Schmalfuss | 267.96 | Rússia · Irina Lashko · Yuliya Pakhalina      | 264.24 | Espanha · Julia Cruz · Dolores Sáez   | 244.20 |
| Plataforma 10 m sincronizado | Alemanha · Ute Wetzig · Anke Piper            | 269.76 | França · Julie Danaux · Odile Arboles-Souchon | 240.54 | Áustria · Marion Reiff · Anja Richter | 215.67 |

### Polo Aquático
| Evento    | Ouro    | Prata      | Bronze        |
| Masculino | Hungria | Iugoslávia | Rússia        |
| Feminino  | Itália  | Rússia     | Países Baixos |

## Quadro de medalhas
| Ordem | País          | Medalha de ouro | Medalha de prata | Medalha de bronze | Total |
| ----- | ------------- | --------------- | ---------------- | ----------------- | ----- |
| 1     | Rússia        | 16              | 9                | 3                 | 28    |
| 2     | Alemanha      | 15              | 8                | 10                | 33    |
| 3     | Hungria       | 4               | 1                | 2                 | 7     |
| 4     | Itália        | 3               | 5                | 5                 | 13    |
| 5     | Países Baixos | 2               | 2                | 3                 | 7     |
| 6     | Espanha       | 2               | 2                | 2                 | 6     |
| 7     | Irlanda       | 2               | 2                | 0                 | 4     |
| 8     | Reino Unido   | 2               | 1                | 3                 | 6     |
| 9     | Bielorrússia  | 2               | 0                | 1                 | 3     |
| 10    | França        | 1               | 7                | 4                 | 12    |
| 11    | Suécia        | 1               | 3                | 3                 | 7     |
| 12    | Dinamarca     | 1               | 0                | 2                 | 3     |
| 13    | Ucrânia       | 0               | 6                | 3                 | 9     |
| 14    | Eslováquia    | 0               | 3                | 0                 | 3     |
| 15    | Polónia       | 0               | 1                | 1                 | 2     |
| 16    | Israel        | 0               | 1                | 0                 | 1     |
| 16    | Iugoslávia    | 0               | 1                | 0                 | 1     |
| 18    | Chéquia       | 0               | 0                | 3                 | 3     |
| 19    | Bélgica       | 0               | 0                | 2                 | 2     |
| 20    | Áustria       | 0               | 0                | 1                 | 1     |
| 20    | Finlândia     | 0               | 0                | 1                 | 1     |
| 20    | Roménia       | 0               | 0                | 1                 | 1     |
| Total | Total         | 51              | 52               | 50                | 153   |